# 시마다 코코
시마다 코코(嶋田ココ, 1997년 6월 10일 ~ 일본 효고현 다카라즈카시)는 일본의 언론인이자 NHK 오사카 방송국 소속 아나운서이다.

## 생애 및 입사
시마타 코코(嶋田ココ)는 1997년 6월 10일 일본 효고현 다카라즈카시에서 태어났다. 그녀는 게이오기주쿠 대학 법학부 정치학과 졸업 후, 2020년에 NHK에 입사했다.첫 부임지인 NHK 나가사키 방송국에서 있다가 2023년 4월 개편에 따라 지금 NHK 오사카 방송국으로 옮겨 지금도 활동하고 있다.

## 에피소드
- 취미는 훌라댄스이다. 그녀는 대학 4년간 훌라댄스 동아리에 몸 담았다.
- 고등학생 때 『미스 세븐틴 2014』의 파이널리스트로 선출되었다.
- 닛폰 TV와 TBS 홀딩스의 아나운스 스쿨에 다녔고, NTV 이벤트 도우미를 맡은 경험이 있다.
- 2023년 9월 3일, 게이오기주쿠 대학 시절의 동급생인 오사카부의 요미우리 TV의 남성 아나운서와 결혼을 했다.

## 프로그램 경력
- 뉴스 HOT 간사이 진행: 2023년 4월 ~ 현재